# Hohen Sprenz
Hohen Sprenz é um município da Alemanha, situado no distrito de Rostock, no estado de Mecklemburgo-Pomerânia Ocidental. Tem 22,43 km² de área, e sua população em 2019 foi estimada em 537 habitantes.